# Plocopsylla chiris
Plocopsylla chiris är en loppart som först beskrevs av Jordan 1931.  Plocopsylla chiris ingår i släktet Plocopsylla och familjen Stephanocircidae. Inga underarter finns listade i Catalogue of Life.